# Kenta Chiba
Pour les articles homonymes, voir Chiba (homonymie).
Kenta Chiba (千葉健太, Chiba Kenta), né le 4 avril 1996, est un gymnaste artistique japonais.

## Carrière
Aux Universiades d'été 2017 organisées à Taipei, Taiwan, il remporte la médaille d'or au concours général par équipe masculine.
Il remporte la médaille d'argent dans l'épreuve par équipe masculine aux Jeux asiatiques de 2018 à Jakarta, en Indonésie où il remporte également la médaille de bronze aux barres parallèles.
Kenta Chiba partage le titre de champion du monde du concours général par équipes lors des Championnats du monde 2023.